# Smilax vanchingshanensis
Smilax vanchingshanensis är en enhjärtbladig växtart som först beskrevs av Fa Tsuan Wang och Tang, och fick sitt nu gällande namn av Fa Tsuan Wang och Tang. Smilax vanchingshanensis ingår i släktet Smilax och familjen Smilacaceae. Inga underarter finns listade.